# Castlevania: Aria of Sorrow
Castlevania: Aria of Sorrow és un videojoc de plataformes de desplaçament lateral del 2003 desenvolupat i publicat per Konami. És la tercera entrega de la saga Castlevania de Game Boy Advance. El productor Koji Igarashi, que havia dirigit els equips de producció dels títols anteriors de Castlevania, també va liderar el desenvolupament d’Aria of Sorrow. Michiru Yamane va tornar per compondre la música del joc al costat de Takashi Yoshida i Soshiro Hokkai.El director Junichi Murakami era nou a la saga Castlevania.
El joc està ambientat en l’any 2035, quan Dràcula ha estat segellat després d’una batalla el 1999. La trama segueix el viatge de Soma Cruz, un adolescent al qual se li va concedir poder ocult com a resultat de ser un recipient potencial de la reencarnació de Dràcula, mentre lluita contra figures fosques que volen heretar el poder del senyor no mort. El joc incorpora la mateixa combinació d’elements de jocs de plataformes i videojocs de rol que en un joc anterior Castlevania: Symphony of the Night. Aquest joc introdueix diversos elements a la saga, com ara el sistema «Tactical Soul» i utilitza una història futurista en contrast amb l’ambientació medieval de molts altres jocs de Castlevania. Va ser llançat al mercat el maig de 2003 per a la Game Boy Advance.
Tot i que Aria of Sorrow va tenir un mal rendiment de vendes al Japó, amb la venta de 27.000 unitats gairebé un mes després del seu llançament, va ser un èxit comercial als Estats Units, amb més de 158.000 unitats venudes en els tres mesos següents al seu llançament. Aria of Sorrow va rebre elogis universals amb lloances al seu apartat gràfic, la jugabilitat (particularment el sistema Tactical Soul), la música i el disseny de nivells, alguns fins i tot consideraven que era el millor joc de la saga Castlevania des de Symphony of the Night. Konami va llançar al mercat una seqüela d’Aria of Sorrow, Castlevania: Dawn of Sorrow, el 25 d’agost de 2005 al Japó. Incorporava diversos elements del seu predecessor, inclòs el sistema «Tactical Soul». Aria of Sorrow es va tornar a llançar al mercat com a part de la col·lecció «Konami the Best» de Konami el 3 de novembre de 2005 al Japó, i en un paquet doble amb Harmony of Dissonance, titulat Castlevania Double Pack, a Amèrica del Nord l’11 de gener de 2006.

## Jugabilitat
Aria of Sorrow inclou una jugabilitat de desplaçament lateral en 2D on el jugador controla el personatge en pantalla des d’una perspectiva en tercera persona per interactuar amb persones, objectes i enemics. Com en els jocs anteriors de la saga i la majoria de videojocs de rol, els personatges augmenten de nivell cada cop que guanyen un nombre determinat de punts d’experiència en derrotar enemics; cada «nivell» guanyat augmenta les estadístiques dels personatges, millorant així el seu rendiment en combat. Els exemples estadístics inclouen els punts de vida, la quantitat de dany que pot rebre un personatge; punts màgics, que determinen el nombre de vegades que un personatge pot utilitzar atacs màgics; la força, el poder dels atacs físics d’un personatge; i la intel·ligència, el poder dels atacs màgics d’un personatge. En trobar-se amb un enemic, el jugador pot utilitzar una varietat d’armes per atacar i derrotar l’enemic.Tot i que el joc està ambientat en el 2035, les armes disponibles són en gran part medievals, com ara espases, destrals i llances; tot i això també hi ha una pistola disponible. Aquestes armes es diferencien pel que fa al dany, el rang de l’arma i la velocitat dels atacs. Els objectes i altres accessoris es poden trobar derrotant enemics o comprant objectes a la botiga del joc. De manera similar als jocs anteriors de la saga, Aria of Sorrow està ambientat dins del castell de Dràcula, que es divideix en diverses àrees que el jugador travessa. Aquestes àrees presenten diferents elements, com ara diferents enemics, diferents característiques del terreny i una peça musical única. De manera similar a la majoria dels jocs de plataformes, la progressió entre àrees està limitada per les habilitats que té el jugador. Tot i que el mètode en què el jugador avança en el joc és inicialment lineal, les opcions del jugador esdevenen més diverses a mesura que augmenta el nombre d’habilitats del personatge jugador.

### Tactical Soul
Aria of Sorrow introdueix el sistema d’habilitats Tactical Soul a la saga Castlevania. Implica absorbir les ànimes dels enemics per obtenir habilitats addicionals. Llevat d’unes quantes excepcions, tots els tipus d’enemics del joc poden arribar a donar una ànima única que pot ser absorbida pel jugador. La velocitat a la qual s'obtenen les ànimes dels enemics varia entre els enemics. Els jugadors poden intercanviar ànimes entre dos cartutxos d’Aria of Sorrow mitjançant dues consoles Game Boy Advance i un cable d’enllaç. Les ànimes proporcionen una varietat d’efectes i es divideixen entre quatre categories: bala, guardià, d’encant i d’habilitat. Les ànimes bala, guardià i d’encant s'identifiquen amb els colors vermell, blau i groc respectivament, i el jugador només en pot tenir una de cada tipus equipada a la vegada. Les ànimes bala són el reemplaçament de Soma Cruz per a les armes secundàries en aquest joc, i permeten al jugador consumir una quantitat determinada de punts màgics per utilitzar una habilitat, sovint alguna forma de projectil. Les ànimes guàrdia proporcionen efectes continuats, com ara la transformació en criatures mítiques i la invocació d’ajudants. Les ànimes guàrdia drenen contínuament punts màgics mentre estiguin actives. Les ànimes d’encant estan contínuament actives sempre que estiguin equipades i proporcionen un augment de les estadístiques o habilitats com ara la capacitat de caminar sobre l’aigua. El quart tipus, les ànimes d’habilitat, són diferents als altres tres tipus. S'originen a partir d’enemics únics en el joc i, un cop obtingudes, romanen actives sempre que el jugador no les desactivi específicament, sense consumir cap punt màgic.

### Modes de joc addicionals
Aria of Sorrow inclou modes de joc addicionals que contenen elements que no apareixen al mode principal del joc. L’opció New Game+ permet que un jugador que hagi completat el joc pugui tornar a jugar-lo amb tot l’equipament, els nivells i ànimes que el jugador havia adquirit en una partida anterior. A més, el jugador pot optar per iniciar el joc en mode difícil, oferint la mateixa jugabilitat a un nivell de dificultat més alt. Hi ha dos altres modes que ofereixen alternatives al joc estàndard. El mode Boss Rush implica que el jugador s'enfronti a tots els enemics finals del joc en una successió ràpida i es desbloqueja després que el jugador completi el joc una vegada. El mode Julius és un mode de joc addicional desbloquejat de la mateixa forma. El jugador pren el control de Julius Belmont, el membre del clan Belmont que apareix al joc.

## Ambientació
Aria of Sorrow té lloc a l’univers de ficció de la saga Castlevania. La premissa de la saga és el conflicte entre els caçadors de vampirs del clan Belmont i el vampir immortal Dràcula. Trenta-sis anys abans de l’inici d’Aria of Sorrow, Dràcula va ser derrotat d’una vegada per totes pel clan Belmont, i els seus poders es van segellar en un eclipsi solar. Poc després de la mort de Dràcula, es va crear una profecia que deia que la reencarnació de Dràcula arribaria al seu castell el 2035 i heretaria tots els seus poders. Aquesta profecia actua com a força impulsora de la trama d’Aria of Sorrow i és el motiu principal pel qual els personatges secundaris hi són presents. El joc té lloc al castell de Dràcula, l’escenari més comú de la saga, amb el castell dividit en nombroses zones que el jugador recorre al llarg del joc.

## Personatges
El protagonista i personatge jugable principal d’Aria of Sorrow és Soma Cruz, un estudiant d’intercanvi que estudia al Japó que posseeix el «poder d’absorció», que li permet absorbir les ànimes dels monstres i utilitzar les seves habilitats. Inicialment l’acompanya la seva amiga d’infància, Mina Hakuba, la filla del sacerdot del santuari Hakuba. Al llarg del joc, Soma coneix personatges addicionals que l’ajuden en la seva aventura: Genya Arikado, un enigmàtic agent del govern i disfressa per a Alucard, el fill de Dràcula; Yoko Belnades, una bruixa i membre del clan Belnades; J, un home amnèsic atret pel castell de Dràcula; i Hammer, un soldat de l’exèrcit encarregat d’investigar els fets ocorreguts al castell de Dràcula, tot i que abandona aquesta missió i munta una botiga per vendre equipament a Soma (pocions, armes i objectes similars). Graham Jones, un missioner que creu que és la reencarnació de Dràcula, serveix com a antagonista del joc. Els personatges van ser dissenyats per Ayami Kojima, que abans havia treballat en els personatges de jocs de Castlevania com Castlevania: Symphony of the Night i Castlevania: Harmony of Dissonance. A causa que el joc té lloc en el futur, els dissenys de Kojima són notablement més contemporanis, utilitzant roba moderna, en contrast amb la indumentària medieval que portaven els personatges dels jocs anteriors.

### Història
La història comença l’any 2035, quan Soma Cruz visita el Japó com a estudiant d’intercanvi i viu a prop del santuari Hakuba. Durant un eclipsi solar, visita el santuari de Hakuba amb la seva amiga de la infància Mina Hakuba. Ell i la Mina es veuen arrossegats per l’eclipsi, aterrant en un castell misteriós, on es troben amb un agent del govern anomenat Genya Arikado. Arikado els revela que estan al castell de Dràcula. Després que apareguin un grup de monstres i Arikado els despatxi, Soma absorbeix una de les ànimes dels monstres. Arikado ho explica com el despertar del «poder d’absorció» d’en Soma. Aleshores, Arikado indica a Soma que entri al castell i busqui «la cambra del mestre».
Mentre Soma avança pel castell, s'enfronta a diversos personatges, cadascun present a causa d’una profecia relacionada amb els poders de Dràcula. Graham Jones, un missioner que ha vingut al castell, es fa amic d’en Soma. Graham explica la naturalesa del castell i revela que Dràcula, que durant molt de temps es creia que era immortal, va ser destruït definitivament el 1999, i que els seus poders es transmetran a la seva reencarnació. Quan Soma s'endinsa més al castell, coneix la bruixa Yoko Belnades, que està present per ordre de l’Església Catòlica Romana. La Yoko està buscant en Graham, que ella considera perillós i creu que és l’hereu dels poders de Dràcula. Ella aclareix la naturalesa dels poders d’en Soma, revelant que no són necessàriament malvats, sinó inherents al mateix Soma. Més tard, Soma es troba amb Hammer, un membre de l’exèrcit a qui li van ordenar venir al santuari Hakuba. Ha abandonat la seva missió, però, en favor de vendre béns. Es converteix en el venedor d’en Soma, venent nombrosos productes per ajudar a Soma en la seva missió. Aleshores, un home misteriós s'acosta a Soma i li pregunta sobre la naturalesa del seu poder obscur. Quan Soma continua conversant amb ell, l’home revela que té amnèsia i l’únic que recorda és que el seu nom comença per «J». Soma torna a trobar-se amb Graham i li pregunta sobre les sospites de la Yoko. Graham afirma que rebrà els poders de Dràcula, creient-se que és Dràcula ja que va néixer el dia que Dràcula va ser assassinat. Graham pregunta sobre la naturalesa dels poders de Soma, a la qual cosa ell respon que té «el poder de governar», fent que Graham s'espanti i fugi. Preocupat, Soma li explica aquest incident a la Yoko, que li recomana que s'uneixi a ella per aturar a en Graham. Mentre Soma avança pel castell, es troba amb l’escena de Graham apunyalant a la Yoko amb un ganivet. Graham es retira i la Yoko adverteix a en Soma del poder d’en Graham. Apareix l’Arikado, li promet a Soma que cuidarà de la Yoko i li demana que persegueixi a en Graham. Soma torna a trobar-se amb «J», que revela que és Julius Belmont, l’home que va derrotar a Dràcula el 1999. Mentre marxa, comenta que sap alguna cosa de la situació actual, però no aprofundeix. Soma puja a la torre del castell i s'enfronta a Graham a la sala del tron.Tot i que l’únic desig d’en Soma és abandonar el castell, Graham està convençut que Soma ha de ser assassinat per haver absorbit les ànimes dels monstres del castell. Soma aconsegueix derrotar a Graham, fins i tot després que utilitza els seus nous poders per adoptar una forma demoníaca. Un cop Graham cau derrotat, Soma absorbeix els seus poders i s'adona que és la reencarnació de Dràcula. Apareix Arikado i revela una manera perquè Soma es pugui salvar mitjançant l’aturada del flux de caos del castell. Soma es dirigeix al Regne Caòtic, però Julius l’ataca, creient que Soma és Dràcula. Julius permet que Soma el derroti, ja que percep l’ànima de Soma lluitant contra la influència de Dràcula. Abans de marxar, Soma fa que Julius prometi que el matarà si es converteix completament en Dràcula. Soma viatja pel Regne Caòtic i finalment localitza la font del caos. Soma aconsegueix derrotar la manifestació del caos i la Yoko, en Hammer, en Julius i l’Arikado el feliciten. Soma es desperta de nou al santuari Hakuba amb la Mina, satisfet que el conflicte hagi acabat.

## Desenvolupament
Aria of Sorrow va ser presentat en una conferència de premsa a San Francisco pel productor executiu Koji Igarashi el 16 de gener de 2003.Igarashi havia treballat en jocs anteriors de Castlevania com Castlevania: Symphony of the Night i Castlevania: Harmony of Dissonance. Aria of Sorrow es va posar en producció juntament amb Harmony of Dissonance, la qual cosa va fer que ambdós jocs comparteixin motors de programació i elements de la jugabilitat similars. Les ànimes d’habilitat d’Aria of Sorrow, per exemple, proporcionen al protagonista habilitats innates com els objectes relíquia de Harmony of Dissonance. No obstant això, Igarashi va afirmar que volia provar una «ruta diferent» per a la saga amb Aria of Sorrow fent que el joc tingui lloc en una ambientació futurista. Ayami Kojima, que prèviament havia col·laborat amb Igarashi en els dissenys dels personatges de Symphony of the Night i Harmony of Dissonance, es va incorporar al projecte. Seguint la idea d’una «ruta diferent», els dissenys dels personatges es van fer més contemporanis, utilitzant roba moderna per sobre de l’aspecte més medieval de les anteriors entregues de Castlevania.En desenvolupar la història de fons del joc, Igarashi la va basar parcialment en la predicció de Nostradamus d’un «gran senyor malvat el 1999» i l’eclipsi solar de 1999 a l’Europa de l’Est. Una de les preocupacions principals d’Igarashi durant el desenvolupament va ser abordar les crítiques expressades sobre Harmony of Dissonance. Igarashi va assenyalar que la música de Harmony of Dissonance no havia tingut una bona rebuda i Michiru Yamane, que havia treballat anteriorment en l’aclamada música de Symphony of the Night, va ser contractada per compondre per a Aria of Sorrow. L’equip de desenvolupament va treballar en els cicles d’àudio del joc, a més de delegar més espai de cartutx i cicles de processador per al so. Mantenir la qualitat visual de Harmony of Dissonance va ser un objectiu principal durant el desenvolupament, ja que molts crítics havien considerat que Harmony of Dissonance havia excel·lit en gràfics a costa de la qualitat d’àudio. A més, el personal va intentar millorar el sistema de joc de la saga tot conservant els elements favorits dels fans. Alguns aspectes que faltaven a Harmony of Dissonance, com ara habitacions ocultes i parets destructibles, es van incorporar a Aria of Sorrow. Igarashi va afegir l’intercanvi d’ànimes mitjançant un cable d’enllaç per ajudar els jugadors a col·leccionar totes les ànimes del joc, cosa que creia que seria difícil d’aconseguir sol.

## Rebuda
Castlevania: Aria of Sorrow ha rebut elogis de la crítica per part de diverses publicacions de videojocs, i moltes el comparen amb Castlevania: Symphony of the Night, àmpliament considerat el millor joc de la saga Castlevania. Famitsu, considerada una de les revistes de notícies de videojocs més respectades del Japó, va donar a Aria of Sorrow un 36/40, la puntuació més alta que ha rebut de Famitsu un joc de la saga Castlevania. Va ser classificat per Nintendo Power com el 22è millor joc fet per una consola Nintendo a la seva llista Top 200 Games. Al Japó, el joc va vendre 27.000 unitats un mes després del seu llançament, la qual cosa es va considerar un mal rendiment per a una gran franquícia de videojocs. Per contra, el joc va tenir molt més èxit als Estats Units, amb més de 158.000 unitats venudes tres mesos després del seu llançament. Com a tercera entrega de la saga Castlevania a la Game Boy Advance, molts crítics van prendre nota de les diferències del joc respecte als seus predecessors, Castlevania: Circle of the Moon i Castlevania: Harmony of Dissonance, i molts el consideren el joc definitiu de Castlevania per a la Game Boy Advance. GameSpy va assenyalar que Aria of Sorrow «va aconseguir fer-ho gairebé tot bé» en comparació amb els seus predecessors, i el va lloar com «el millor joc portàtil de Castlevania que s'ha creat fins ara». RPGFan va afirmar que Aria of Sorrow «[mostrava] el veritable art del desenvolupament de jocs: adaptar-se i canviar segons sigui necessari però mantenir-se consistent». RPGamer va considerar Aria of Sorrow un dels millors jocs llançats per a la Game Boy Advance. El 2007 IGN el va classificar com el segon millor joc de Game Boy Advance de tots els temps. Tim Turi de Game Informer el va classificar entre els millors jocs de Castlevania per a la Game Boy Advance. Va elogiar la seva jugabilitat i el seu apartat gràfic per establir un estàndard per als futurs jocs de Castlevania. GameZone el va classificar com la setena millor entrega de Castlevania i la millor de les entregues de Castlevania per a la Game Boy Advance. La jugabilitat, concretament el sistema Tactical Soul, va ser un tema freqüent d’aclamació entre els crítics. RPGFan va anomenar el sistema Tactical Soul «addictivament divertit», i GameSpot va lloar la senzillesa i la profunditat del joc. RPGamer va considerar el joc «cent per cent sòlid», elogiant els controls del joc i la interacció amb els enemics, així com el sistema Tactical Soul. RPGFan va afirmar que el joc tenia «l’oportunitat de ser l’entrega més venerada de la saga, i que era difícil que quedés eclipsat per Symphony of the Night com els seus predecessors». La durada i la dificultat del joc van ser qüestionades per diversos crítics. GameSpot va assenyalar que en una sola partida el joc només duraria deu hores i que el jugador es converteix en «pràcticament imparable» al llarg del joc. RPGamer va compartir aquesta valoració, ridiculitzant el fet que el joc «mai [ofereix] un gran repte», però va assenyalar que la «diversió simplista» del joc ho arribava a compensar. Els gràfics i l’àudio del joc van ser àmpliament elogiats pels crítics. RPGFan va elogiar els escenaris del joc com a «magnífics i ben estructurats», i va assenyalar que tot i que el joc no va aconseguir el nivell de qualitat gràfica establert per Symphony of the Night, «es va apropar molt al seu nivell». GameSpy va anomenar els gràfics «nítids, clars i colorits», amb «una bona animació en sprites fàcilment visibles». GameSpy també va assenyalar que l’àudio del joc, una característica especialment criticada de Harmony of Dissonance, era «adequat i ben compost». Abans del llançament del joc, IGN va comentar que la música era «molt bona». GameSpot, tot i que va etiquetar la música com a «majoritàriament oblidable», va assenyalar que era molt millor que l’àudio de Harmony of Dissonance i va elogiar l’àudio individual utilitzat per als enemics. Pel que fa a la història i els personatges, RPGamer va agrair la profunditat dels personatges i l’èmfasi posat en les personalitats i el desenvolupament dels personatges secundaris, afirmant que els jocs anteriors de Castlevania ignoraven el desenvolupament dels personatges secundaris a canvi de concentrar-se en el protagonista. IGN va qualificar el final del joc com «increïblement insatisfactori i decebedor», però va elogiar el canvi respecte a la trama convencional d’un joc de Castlevania, en què un membre del clan Belmont derrota a Dràcula amb l’ajuda d’una sèrie de personatges secundaris. GameSpy va criticar la presència d’una «dona feble que necessita protecció» i un «home d’aspecte efeminat que porta a terme tota l’acció» com a elements estereotipats de Castlevania, però va assenyalar que «l’escenari poderós i convincent» que tenia el joc era el millor de la saga des de Symphony of the Night.

## Seqüela i rellançament
A causa de l’èxit d’Aria of Sorrow, la producció de Castlevania: Dawn of Sorrow, una rara seqüela de la saga Castlevania, es va anunciar el 6 de gener de 2005. En una entrevista, Koji Igarashi va assenyalar que sentia que seria un desaprofitament que el sistema Tactical Soul utilitzat a Aria of Sorrow, així com la història amb Soma Cruz, només fossin utilitzats en un joc, cosa que va contribuir al seu desig de fer una seqüela. Així doncs, el sistema Tactical Soul va ser reintroduït a la seqüela Dawn of Sorrow, així com diversos elements nous, com ara un disseny de personatges d’anime, ja que Ayami Kojima no formava part del personal de producció de Dawn of Sorrow. Tot i que Aria of Sorrow va tenir èxit, les seves xifres de vendes no van complir les expectatives i van provocar el canvi a dissenys d’estil anime. El 2005, Igarashi va expressar el seu desig de desenvolupar en joc centrat en la batalla entre Julius Belmont i Dràcula, però va comentar que el projecte dependria del temps de producció disponible. El 3 de novembre de 2005, Aria of Sorrow va ser rellançat al mercat com a part de la col·lecció «Konami the Best» de Konami al Japó. Va ser rellançat al mercat, juntament amb Harmony of Dissonance, al paquet doble Castlevania: Double Pack a Amèrica del Nord l’11 de gener de 2006.